# Cratere Colombo
Colombo è un cratere lunare di 79,02 km situato nella parte sud-orientale della faccia visibile della Luna, nella striscia di terreno accidentato tra il Mare Fecunditatis, ad est, ed il Mare Nectaris ad ovest. Più a nord si trova il cratere Goclenius ed a sud-est il cratere Cook.
Il bordo di Colombo è circolare e presenta una lieve indentatura a nord-ovest dove Colombo A penetra fra le pendici esterne. Le pendici interne sono asimmetriche, con la parte più stretta a nord ed a nord-ovest e la più larga a sud-est. Il piccolo cratere satellite Colombo B giace proprio sul bordo a sud-sud-ovest.
Il pianoro interno è sostanzialmente piano, ed è stato parzialmente coperto da colate di lava. L'interno ha un'albedo inferiore a quella del terreno circostante ed ha lo stesso colore scuro dei mari circostanti. Al centro geometrico vi sono i resti, in forma di quattro alture, di un probabile picco centrale. 
Il cratere è dedicato al navigatore italiano Cristoforo Colombo.

## Crateri correlati
Alcuni crateri minori situati in prossimità di Colombo sono convenzionalmente identificati, sulle mappe lunari, attraverso una lettera associata al nome.
| Colombo | Coordinate            | Diametro (in km) |
| ------- | --------------------- | ---------------- |
| A       | 14°10′48″S 44°27′36″E | 40,78            |
| B       | 16°24′36″S 45°09′36″E | 13,48            |
| E       | 15°49′12″S 42°22′48″E | 14,93            |
| G       | 14°00′36″S 43°26′24″E | 8,95             |
| H       | 17°27′00″S 44°07′48″E | 14,14            |
| J       | 14°18′00″S 43°37′12″E | 5,96             |
| K       | 15°49′48″S 46°26′24″E | 5                |
| M       | 14°38′24″S 47°48′00″E | 15,65            |
| P       | 15°06′36″S 47°54′00″E | 5,9              |
| T       | 18°58′12″S 45°27′36″E | 9,96             |